# Microtropis tetragona
Microtropis tetragona är en benvedsväxtart som beskrevs av Merrill och Freeman. Microtropis tetragona ingår i släktet Microtropis och familjen Celastraceae. Inga underarter finns listade.